# فاكتوريو
فاكتوريو (بالإنجليزية: Factorio)‏ هي لعبة محاكاة بناء وإدارة صدرت اللعبة على أجهزة مايكروسوفت ويندوز، ماك أو إس ولينكس في 14 أغسطس 2020.